# Papyrus Carlsberg 1a
Der Papyrus Carlsberg 1a (auch pCarlsberg 1a, PC1a) mit der zugehörigen Erweiterung PSI inv. I 92 enthält Texte zum Nutbuch, die aus dem zweiten Jahrhundert n. Chr. aus Tebtynis stammen. Er befindet sich heute im Ägyptologischen Institut der Universität Kopenhagen. Erstmals wurde der Inhalt aus PC1a im Jahr 1960 veröffentlicht.
Es handelt sich um einen hieratischen Text mit demotischer Übersetzung und demotischem Kommentar. Auf dem Recto sind fünf Kolumnen mit jeweils 44 Zeichen nur in Bruchstücken erhalten. Die weiteren Texte sind verloren. Die Maße sind nicht rekonstruierbar, ähneln in der Länge aber PC1. Der Text umfasst Nutbild und Dekankapitel. Der Gesamtumfang des behandelten Textes ist ebenfalls nicht rekonstruierbar. Bis zum Jahr 2007 wurden vier von fünfzehn Fragmenten in Egyptian Astronomical Texts (EAT), Band 1, publiziert, die anderen elf Fragmente sind bisher unveröffentlicht.